# ژرژ برسنس
ژرژ برسنس  [ʒɔʁʒ bʁasɛ̃s] (به فرانسوی: Georges Brassens) شاعر، خواننده و آهنگساز فرانسوی در ۲۲ اکتبر ۱۹۲۱ در منطقهٔ سِت در ارو (فرانسه) چشم به جهان گشود و در ۲۹ اکتبر ۱۹۸۱ در منطقهٔ سن-ژلی-دو-فِک (به فرانسه: Saint-Gély-du-Fesc) در سن ۶۰ سالگی درگذشت.
ژرژ برَسَنس برای بیش از صدها شعر خودش و دیگر شاعرانی مانند پل فور (Paul Fort) با گیتار آهنگسازی کرد. او بین سال‌های ۱۹۵۲ تا۱۹۷۶ چهارده آلبوم ضبط نمود.
ژرژ برسنس در سال ۱۹۶۷ جایزه بزرگ آکادمی شعر فرانسه را از آن خود کرد.

## زندگی‌نامه
ژرژ برَسَنس در یک محله پر رفت‌وآمد در نزدیکی بندر ست به دنیا آمد. نام مادرش الویرا (Elvira) پدرش ژان لویی (Jean-Louis) و خواهر ناتنی‌اش سیمون (Simone) نام داشت. ژرژ برسنس حاصل ازدواج نخست مادرش بود.
مادرش الویرا یک زن بیوه کاتولیک معتقد بود
از پدر و مادری با اصلیتی از جنوب ایتالیا که همسر نخست خود را در جنگ از دست‌داده بود. الویرا در سال ۱۹۱۹ حدود یکسال پس از پایان جنگ جهانی اول به همسری ژان لویی برسنس درآمد.
پدرش پیمانکار بنایی و معماری بود و مردی آرام، سخاوتمند، آزاداندیش و ضد عقاید خشک مذهبی و دارای ذهنی بسیار باز بود.
دوشخصیت کاملاً مخالف هم اما نقطه مشترکشان خواندن ترانه بود. همه در خانه ترانه زمزمه می‌کردند بر گرامافون صفحه خواننده‌هایی مانند میرِی - ژان نوهِن - تینو رُسی یا رِی ونتورا و همکارانش همیشه در حال خواندن بود.

### دهه سی در «سِت
ژرژ برسنس در ۴ سالگی به خواست مادرش تحصیل در انستیتوی خواهران روحانی (کاتولیک) سَن ونسان (به فرانسه: Institution catholique des sœurs de Saint-Vincent) را آغاز نمود. پس از دو سال از این انستیتو بیرون آمد تا وارد مدرسه شود آن هم به خواست پدرش.
ژرژ برسنس با یک دانش آموز خوب فاصله زیادی داشت. دوستانش او را به عنوان یک خیال پرداز در کلاس می‌شناختند. اما پس از مدرسه او بازی کردن، دعوا کردن، و شنا کردن در دریا و تفریح را به کارهای دیگر ترجیح می‌داد. برای اینکه نمرات تحصیل ژرژ بهتر شود مادرش او را از رفتن به کلاس موسیقی منع کرد و همین باعث شد که او با سلفژ آشنا نشود؛ ولی تمام این‌ها باعث نشد تا نت موسیقی ترانه‌های کوچک برگرفته از شعرهایش را ننویسد.

#### آلفونز بونافه (Alphonse Bonnafé)
در ۱۹۳۶ به لطف آموزگار فرانسوی خود آلفونس بُنافه (به فرانسوی: Alphonse Bonnafé) ملقب به بوکسور (le boxeur) وارد دنیای شاعری شد.
ژرژ برسنس نوجوان جرئت کرد و چند جمله قافیه دار خود را در اختیار او قرار می‌دهد. بدون خرده گرفتن به کیفیت کار ژرژ، آموزگارش او را تشویق به تلاش بیشتر برای بهتر کردن نمونه‌هایش کرد و توجه او را به تکنیک‌های گوناگون شاعری و قافیه‌نویسی جلب نمود.
پس از شعر و شاعری و ترانه‌های مردمی توجهش به ریتم‌های تازه جاز جلب شد که اصلیت آمریکایی داشتند و از طریق رادیو گوش می‌کرد.

#### بدنامی
آشنایی او با شعر و شاعری اما نتوانست او را از انجام «هر کاری به هر قیمتی» در سن و سال او و عواقب آن دور نگه دارد. در بهار ۱۹۳۸ و در سن ۱۶ سالگی بود که درگیر حوادث ناخوشایندی شد و تأثیرات آن حتی در اشعار و ترانه‌های آینده او هم به چشم می‌خورد.
ژرژ برسنس و دوستانش به هدف تأمین پول روزانه خود دست به دزدی زدند و مطمئن‌ترین و راحت‌ترین کار برای این نوجوانان نزدیکان‌شان بود. ژرژ برسنس به نوبه خود انگشتر و گردنبند خواهرش را دزدید. دزدی‌های این چنینی باعث شد آرامش شهر محل زندگی او به هم بریزد و پلیس بسختی پیگیر پرونده دزدی‌های اینچنینی شد تا اینکه موفق شد تا متهمین را دستگیر کند و این باعث آبروریزی خود و خانواده ژرژ برسنس شد.

ژان لوئی برسنس پدر ژرژ زمانی که به پاسگاه پلیس رفت تا پسرش را تحویل بگیرد او را از این بابت سرزنش نکرد و با او به هیچ وجه به خاطر کارهایی که انجام داده‌بود بدرفتاری نکرد. ژرژ برای تقدیر از کار پدرش بعدها ترانه‌ای به نام Les Quatre Bacheliers را ساخت و به احترام پدرش پس از مرگ او آن را خواند.

او دربارهٔ این رویداد بعدها چنین گفت:
"من معتقدم او به من درسی داد که کمکم کرد تا برای خودم برنامه ریزی کنم، به این ترتیب من تلاش کردم تا اعتماد به نفس خودم را بازیابم… از روش‌های خاص خودم سعی کردم همانند پدرم شوم. من می‌گویم که تلاش خوبی بود. "

ژرژ برسنس در این ماجراجویی در سال ۱۹۳۹ به حبس تعلیقی محکوم شد. پس از این جریانات او دیگر به دانشگاه بازنگشت و تمام تابستان را در اتاقش خانه‌نشین شد.

در ۳ سپتامبر، فرانسه به آلمان اعلان جنگ نمود. ژرژ برسنس که می‌توانست حرفه پدرش را پس از او ادامه دهد متوجه شد که این حرفه نمی‌تواند او را راضی کند و به این ترتیب پدرو مادرش را راضی نمود تا به پاریس برود و شانس خود را در آن جا بیازماید و از طرفی از بدنامی که همه جا گریبانگیرش بود خلاصی یابد.

### دهه چهل: پاریس - باسدورف - پاریس (Paris - Basdorf - Paris)

#### پاریس

ورود نیروهای ورماخت به پاریس

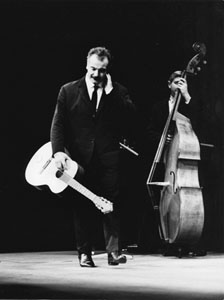
ژرژ برسنس بر روی سن - سال ۱۹۶۴

در فوریه ۱۹۴۰ ژرژ برسنس با هماهنگی پدر و مادرش در خانه خاله اش آنتوانت داگروسا (به فرانسوی: Antoinette Dagrosa) در منطقه ۱۴ پاریس مستقر شد. در خانه خاله‌اش پیانویی بود که ژرژ از وجود آن و زمانی که دست داده‌بود استفاده کرد تا بدون دانستن سلفژ در نواختن پیانو مهارت پیدا کند.

او برای اینکه درآمدی داشته باشد به دنبال کار گشت و در شرکت رنو به عنوان کارگر مشغول به کار شد که البته زیاد طول نکشید زیرا در ۳ ژوئن پاریس و حومه آن توسط نیروهوایی آلمان لوفت وافه (به آلمانی: Luftwaffe) بمباران شد و کارخانه رنو واقع در بولونی-بیانکور نیز آسیب دید؛ و در ۱۴ ژوئن نیروهای آلمان ورماخت (به آلمانی: Wehrmach) وارد پاریس شدند.

در دوره مهاجرت مردم ژرژ نیز به خانه پدری بازگشت. پس از تابستان، ژرژ که مطمئن بود آینده‌ای برایش درآنجا نیست به پاریس و پیش خاله‌اش بازگشت. اما پاریس دیگر همان شهر قبلی نبود و کار نیز منحصر به کسانی بود که با آلمانی‌ها همکاری می‌کردند و تقریباً پیدا کردن کار ناممکن شده‌بود.

#### باسدورف
در فوریه ۱۹۴۳ طرح کار اجباری (STO) از طرف آلمان نازی بر دولت ویشی فرانسه اعمال شد و ژرژ که درآن زمان ۲۲ سال داشت به شهرداری منطقه ۱۴ پاریس فراخوانده می‌شود و برگه تردد خود را دریافت می‌کند. تدابیر سفت و سختی برای رفت‌وآمد از طرف آلمان نازی در نظر گرفته می‌شود و با معترضین به تندی برخورد می‌شد.

۸ مارس ۱۹۴۳ بود که ژرژ از مسیر راه‌آهن جنوب پاریس به اردوگاه کار اجباری باسدورف آلمان فرستاده می‌شود و در آن جا در کارخانه ساخت موتور هواپیمای بی ام و (BMW) مشغول به کار می‌شود.

در ماه مارس ۱۹۴۴ ژرژ موفق به گرفتن مرخصی ۱۵ روزه‌ای می‌شود که پس از آن دیگر به آلمان بازنمی‌گردد.
ژرژ اغلب مواقع در حال خواندن کتاب و نوشتن ترانه دیده می‌شد که همین باعث سرگرمی همراهانش بود و بدنبال آغاز یک رمان در پاریس به نام لالی کاکامو (به فرانسه: Lalie Kakamou)او به زنجیره دوستانی متصل می‌شود که در تمام طول عمرش به آن وفادار می‌ماند. از جمله این دوستان می‌توان آندره لارو (به فرانسه: André Larue)رنه ایسکین (به فرانسه: René Iskin) و به خصوص پیر اونتنیانت (به فرانسه: Pierre Onténiente)کتابخانه‌داری که همیشه از او کتاب قرض می‌گرفت را نام برد.

#### زندگی مخفیانه

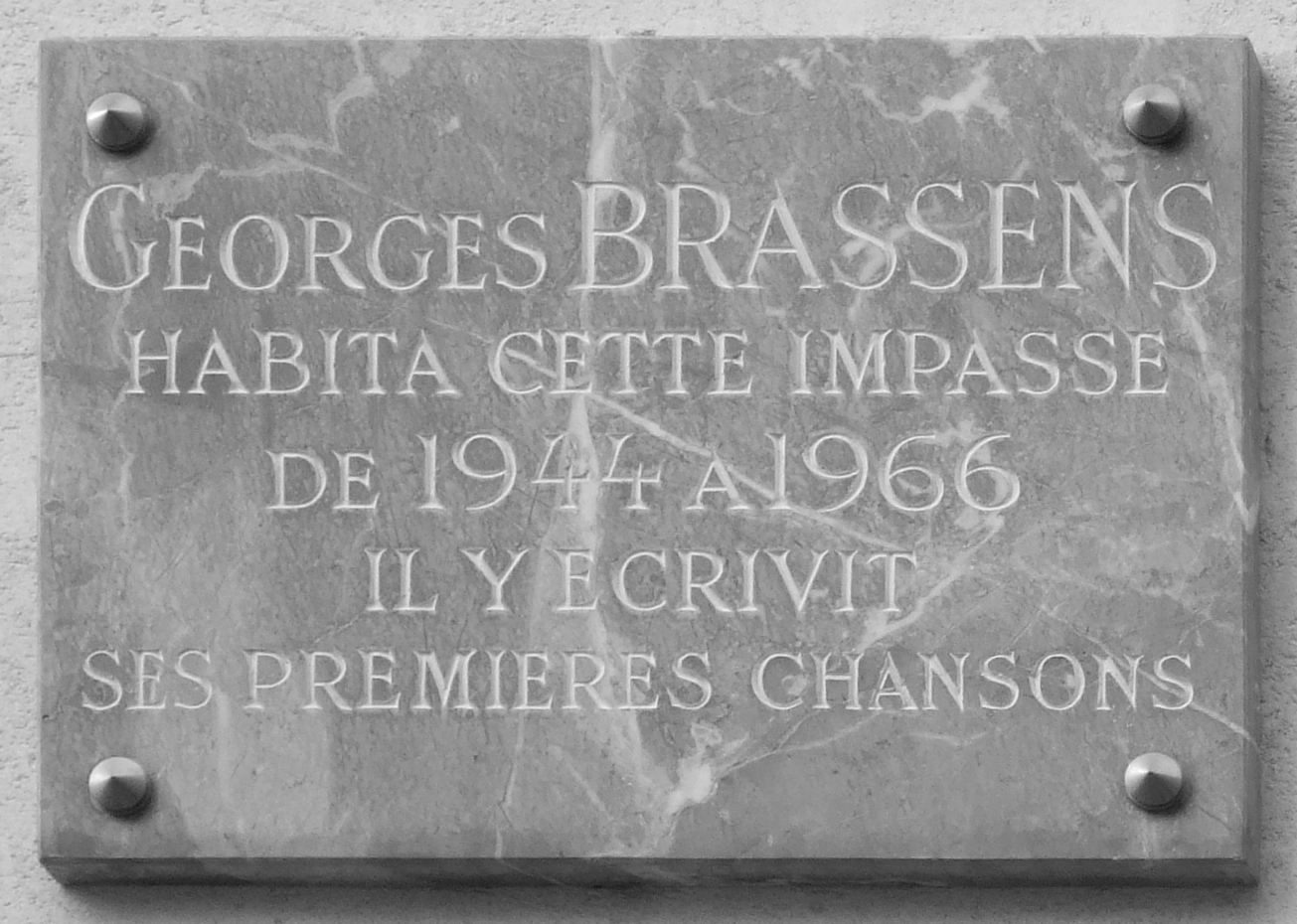
پلاک یادبود اقامت ژرژ برسنس

در بازگشت به پاریس او می‌بایستی محلی را برای مخفی شدن پیدا می‌کرد و طبیعتاً به خاطر اینکه از اردوگاه کار اجباری فرار کرده بود، نمی‌توانست با وجود کنترل‌های گشتاپو به خانه آنتوانت بازگردد و برای همین در خانه ژَن و مارسل پلانش (به فرانسوی: Marcel et Jeanne Planche) در حیات کوچکی که پر از حیوانات اهلی بود و حتی از کمترین امکانات زندگی هم بهره نمی‌برد برای مدت دو سال (تا پایان جنگ) پناه گرفت. در این خانه که صاحبخانه آن هم وضعیت آنچنان خوبی نداشت ژرژ برسنس با طلوع آفتاب بیدار می‌شد و با غروب آن می‌خوابید. در همین خانه و همین زمان بود که ژرژ برسنس چند ترانه نوشت که بعدها این ترانه‌ها به سرعت مشهور شدند. این خانه که در کوچه بن‌بستی قرار دارد همچنان به صورت یادبودی از ژرژ برسنس برجا مانده. پلاکی در ورودی این بن‌بست از طرف شهرداری پاریس نصب شده که مضمون آن چنین است:

GEORGES BRASSENS
  HABITA CETTE IMPASSE
  DE 1944 A 1966
  IL Y ECRIVIT
 SES PREMIERES CHANSONS
ژرژ برسنس
از ۱۹۴۴ تا ۱۹۶۶ در این بن‌بست زندگی می‌کرد
او دراینجا نخستین ترانه‌هایش را نوشت

#### آزادیخواه
در سپتامبر ۱۹۴۶ او به مبارزان فدراسیون آنارشیست (به فرانسوی: Fédération anarchiste) پیوست و برای روزنامه آن‌ها بنام آزادیخواه (به فرانسوی: Le Libertaire) مطالب روزانه‌ای بانام مستعار ژیل کُلَن (به فرانسوی: Gilles Colin) یا ژئو سدی (به فرانسوی: Geo Cédille)می‌نوشت. مطالب او غالباً طنز سیاه بود و حاوی مطالب تندی در مورد آنچه که با آزادی فردی مربوط می‌شد بود. در مورد شدت و تندی مطالب او حتی در میان همکارانش نیز موافقین و مخالفینی داشت. ژرژ برسنس در ژوئن ۱۹۴۷ از این فدراسیون جداشد اما همچنان طرفدار آنارشیست‌ها بود. او بعدها در جشن‌هایی که از طرف «لوموند لیبرتر» (به فرانسوی: Le Monde libertaire) برگزار می‌شد به صورت داوطلب شرکت می‌کرد.

#### پوپشِن
در ۱۹۴۷ او با یوها هیمن (به استونیایی: Joha Heiman) آشنا شد. یوها متولد سال ۱۹۱۱ در کشور استونی بود. ژرژ برسنس وی را «پوپشن» (Püppchen) (در زبان آلمانی به معنی عروسک کوچولو) صدا می‌زد. پس از این آشنایی ژرژ برسنس تا پایان عمر به وی وفادار ماند. در همان دوران ژرژ برسنس ترانه‌هایی برای وی سرود که همگی بعدها ترانه‌های مشهوری شدند. ترانه‌هایی مانند:
- من با شما قرار دارم. (J’ai rendez-vous avec vous)
- من خودم را کوچک کوچک کردم-در برابر یک عروسک. (Je me suis fait tout petit - devant une poupée)
- ساتورن (Saturne)
- عدم درخواست ازدواج (La Non-demande en mariage)
- هیچ چیز برای دور انداختن (Rien à jeter)

یوها در سال ۱۹۹۹ حدود ۱۸ سال پس از درگذشت ژرژ برسنس از دنیا رفت و در مجاورت او دفن گردید. روی سنگ نبشه آنها واژه «پوپشن» (Pupchen) به همان گونه که آنها می‌نوشتند حک شده‌است.

### دهه پنجاه: از پاتاشو تا بوبینو
در ۱۹۵۱ ژرژ برسنس با ژاک گرلو خواننده کاباره «کاوو دو لا رپوبلیک» (Caveau de la République) آشنا شد که وی پس از اینکه ترانه‌ای از وی را شنید به وی گیتار شخصی خود را هدیه کرد و به وی پیشنهاد کرد تا بجای پیانو از گیتار برای خواندن ترانه‌هایش استفاده کند. به این ترتیب ژاک گرلو ژرژ را در کاباره‌های مختلفی وارد کرد تا شناخته شود. ژرژ که آهنگ ترانه‌هایش را برای پیانو می‌نوشت همه را برای ساز گیتار تبدیل کرد. اما روی صحنه ژرژ نمی‌توانست خود را نشان دهد. وحشت زده، عرق کرده و از دست دادن کنترل بخاطر قرار داشتن روی سن عواملی بود که او را بسیار ناراحت می‌کرد و برای همین بود که همیشه ترجیح می‌داد تا ترانه‌هایش را دیگر خوانندگان بخوانند. حتی ترانه‌های معروفش را.

#### پاتاشو
دو نفر از اهالی ست (زادگاه ژرژ برسنس) به نام‌های روژه ترون و ویکتور لاویل که خبرنگار مجله پاری ماچ (Paris Match)بودند تصمیم می‌گیرند در حد توان خود به کمک ژرژ بیایند که پس از چند آزمون ناموفق دلسرد شده بود. آن‌ها ترتیب یک مصاحبه با هانریت راگون (Henriette Ragon) با نام مستعار پاتاشو خواننده و بازیگر معروف را برای وی می‌دهند که این مصاحبه در ۲۴ ژانویه ۱۹۵۲ در کاباره محله مون‌مارتر این خواننده برگزار شد؛ و در آن جا بود که با اجرای چند ترانه ژرژ برسنس توانست توجه پاتاشو را به ترانه‌هایش جلب کند و درآنجا بود که ژرژ با جرئت ترانه‌هایش را به پاتاشو پیشنهاد کرد. پاتاشو این پیشنهاد را رد نکرد و از او دعوت کرد تا در کاباره وی ترانه‌هایش را در اولین فرصت تکرار کند. در روزهای بعد ژرژ برسنس با وجود اشکالاتش بر روی سن می‌رود و می‌خواند. در این میان پیر نیکولا (Pierre Nicolas) نوازنده گیتار بیس ارکستر او را همراهی کرد.

#### ژاک کانتی
در ۹ مارس ۱۹۵۲ و به تحریک پاتاشو، ژاک کانتی (Jacques Canetti) مدیر کنسرت محله پیگال به نام «سه خر» (به فرانسوی: Trois Baudets) و همچنین مدیر هنری شرکت فیلیپس را کنجکاو کرد تا دیداری از کاباره پاتاشو داشته باشد. ژاک کانتی با شنیدن ترانه‌های ژرژ برسنس رئیس شرکت فیلیپس را مجاب به امضای قراردادی برای ضبط موسیقی کرد.
تیتر روزنامه فرانس-سوار (France-Soir) در ۱۶–۱۷ مارس: "پاتاشو یک شاعر کشف کرد!"

#### ضبط نخستین آلبوم‌ها
در ۱۹ مارس همان سال ضبط آلبوم «گوریل» (Gorille) و «بچه بد پشیمان» (Mauvais sujet repenti) در استودیوی ضبط سالن پلیل (Salle Pleyel) آغاز شد. در زمان تولید آلبوم گوریل بعضی از همکاران وی از اینکه این آلبوم با برچسب شرکت فیلیپس منتشر می‌شود ناراحت بودند.

از ماه آوریل تا نوامبر آن سال ۹ ترانه ژرژ برسنس بر روی دیسک‌های ۷۸ دور گرامافون منتشر شد که در میان این ترانه‌ها ترانه «چتر» (به فرانسوی: Le Parapluie) توجه ژاک بکر کارگردان سینما را به خود جلب کرد. این کارگردان از این ترانه در فیلم خود بنام «خیابان استراپاد» (Rue de l'Estrapade) استفاده کرد. این ترانه همزمان با نمایش فیلم بر پرده‌های سینما به صورت دیسک نیز منتشر شد. این ترانه در سال بعد از طرف آکادمی شارل-کرو برگزیده و برنده جایزه بزرگ دیسک ۱۹۵۴ شد.
در ششم آوریل نخستین برنامه تلویزیونی خود را رادیو بین‌المللی فرانسه (RTF) اجرا کرد. او آهنگ «بدنامی» (La Mauvaise Réputation) را در مقابل تماشاچیان آلهامبرا (Alhambra) خواند. از ۲۸ ژوئیه تا ۳۰ اوت اولین دوره اجراهای خود را در فرانسه، سوئیس و بلژیک همراه پاتاشو و برادران ژاک برگزار کرد.
از ماه سپتامبر در سالن کنسرت «تروابُده» (Trois Baudets) به کار پرداخت. سالن کنسرت همیشه پر بود. در میان تماشاچیان ترانه‌هایی مانند «کشتار» (Hécatombe) و «گوریل» (Le Gorille) موافق و مخالفانی پیدا کرده بود که همین انتقادات هنری دهان به دهان در میان مردم پیچید و موجب شهرت و سرشناسی بیشتر ژرژ گشت. در سال ۱۹۵۳ همه کاباره‌ها به او پیشنهاد کار می‌دادند و دیسک‌هایش فروش زیادی پیدا کرد.
نخستین اجرای او در سالن موسیقی بوبینو که سالن مورد علاقه وی بود و آن را «کارخانه» می‌نامید در فوریه سال ۱۹۵۳ با موافقت ژاک کانتی برگزار شد و دومین اجرای وی در این سالن در اکتبر ۱۹۵۳ بود.

## رنه فاله-پیر نیکولا
نویسنده‌ای به نام رنه فاله (René Fallet) تحت تأثیر ترانه‌هایی که از ژرژ برسنس در رادیو پخش می‌شد برا ی شنیدن کنسرتی از وی به سالن «تروابُده» رفت و چنان مجذوب شد که در ۲۹ آوریل ۱۹۵۳ مقاله‌ای به ستایش از ژرژ برسنس در هفته نامهٔ فکاهی کانار آنشِنِه (Le Canard enchaîné) به عنوان " به پیش، ژرژ برسنس!" نوشت و در آن از صدای نادر و با نفوذ او تقدیر کرد.
برسنس نامه‌ای برای رنه فاله می‌نویسد و از او می‌خواهد تا به دیدارش برود. این دیدار آغاز یک دوستی است که تا پایان عمر برسنس ادامه پیدا می‌کند.
در سال ۱۹۵۴ هنگامی که تور المپیا برگزارمی شد، ژرژ برسنس از پیر نیکولا می‌خواهد که نواختن کنترباس را بعهده بگیرد و این آغاز یک همکاری سی ساله می‌شود. او نوازنده باس تمامی سن‌ها و ضبط‌های ژرژ برسنس است.

## ژیبرالتار
همراه با کامیابی‌های پیاپی و سرازیر شدن پول باید که حرفه اش مدیریت می‌شد. در سال ۱۹۵۴، پیر اونتنیانت (Pierre Onténiente) دوست محل زادگاهش باسدورف پذیرفت بی هیچ چشمداشتی به امور مالی او بپردازد. پیش از آنکه او کارش را آغاز کند برای کارآموزی نزد ری ونتورا (Ray Ventura) ناشر ژرژ برسنس می‌رود.
ژرژ برسنس در سال ۱۹۵۵ صاحب خانه خانواده پلانش می‌شود و پس از نصب آب و برق خانه را به آن‌ها بازمی‌گرداند.
در همین سال بود که او پل فور شاعر مورد علاقه‌اش را ملاقات می‌کند، همان شاعری که ترانه‌سرای یکی از نخستین کارهای ژرژ برسنس بود به نام «اسب کوچولو» (Le Petit Cheval).
ایستگاه رادیویی تازه راه‌اندازی شده‌ای به نام «اروپ اَن» (Europe 1) رویدادی مهم در حرفه اوست زیرا تنها ایستگاه رادیوی دولتی است که ترانه‌های ممنوع او را پخش می‌کند. در سال ۱۹۵۶به عنوان مجری این ایستگاه رادیویی شروع به کار می‌کند.